# Левон Саргсян
Левон Грачаєвич Саргсян (вірм. Լևոն Սարգսյան, 7 лютого 1968, Єреван) — вірменський підприємець та політик.

## Життєпис
Народився 7 лютого 1968 року в Єревані.
- 1988—1993 — Єреванський інститут народного господарства. Економіст.
- 1984—1986 — робітник ДСО «Ашхатанк», у 1987 — робітник на Єреванському хлібозаводі № 4.
- 1987—1989 — служба в радянській армії.
- 1989—1990 — слюсар на заводі «Сіріус».
- 1990—1995 — складчик, заступник директора Єреванського борошномельного комбінату.
- 1995—1996 — виконавчий директор ВАТ «Бжні».
- 1996—1999 — начальник відділу збуту Єреванського борошномельного заводу.
- 1999—2003 — депутат парламенту. Член постійної комісії з фінансово-кредитних, бюджетних та економічних питань. Член депутатської групи «Народний депутат».
- З 2002 — голова ЗАТ «Єреванський борошномельний завод».
- 2003—2007 — депутат парламенту. Член постійної комісії з фінансово-кредитних, бюджетних та економічних питань. Член депутатської групи «Народний депутат». Член Республіканської партії Вірменії (з 2006).
- 12 травня 2007 — обраний депутатом парламенту. Член постійної комісії з економічних питань. Член партії Республіканської партії Вірменії.